# 長谷川氏
長谷川（はせがわ、はせかわ）氏は、日本の氏族。
大和国（現在の奈良県）を流れる長谷の泊瀬・初瀬川 (奈良県)を由来とし、この地域を本拠地としていた一族。
- 雄略天皇の家臣として全国に派遣され、本拠地の地名にちなみ各地でも「長谷川」を名乗ったとされる。

長谷川氏の中にもいくつかの流れがある。
1. 大和国（奈良県）十市郡耳成村大字十市の十市御縣坐神社一帯を本拠地にした十市県主の裔で中原氏。
2. 大和国式上郡初瀬を発祥地とする在原氏系の家系。
3. 下野国（栃木県）の藤原秀郷系の家系。美濃長谷川藩、後の江戸時代の旗本である長谷川宣以（平蔵）の家系が祖とする。
4. 越中国（富山県）の藤原利仁系の家系。※3.と同じ流れの可能性あり
5. 美濃国（岐阜県）の橘氏系の家系。

## 在原氏系 長谷川氏
法貴寺荘（大和国城下郡田原本町法貴寺）を根拠地としたとみられ、大和国人である十市氏を盟主とする武士団・長谷川党(法貴寺党)を形成していた。15世紀には衰退した。
世阿弥の女婿である能楽の金春流・金春禅竹が『明宿集』の中で「秦河勝ノ御子三人、一人ニワ武ヲ伝エ、一人ニワ伶人ヲ伝エ、一人ニワ猿楽ヲ伝フ。武芸ヲ伝エ給フ子孫、今ノ大和ノ長谷川党コレナリ。」と記している。
また、長谷川党は薩摩国の島津氏の系譜と密接な関係があるとされている。

## 藤原秀郷系 長谷川氏
中臣鎌足の流れを汲む藤原秀郷を祖とした一族で、尾藤氏流と下河辺氏流の2つがある。
近藤安太郎『系図研究の基礎知識』によると、藤原秀郷流の主要五氏（他は青木氏、永嶋氏、長沼氏、進藤氏）の一つとある。
尾藤氏流
佐藤氏の分家・尾藤氏のさらに庶流にあたる。佐藤公清の庶子・公澄の4世孫・知宗（兄・知広が尾藤氏を名乗る）の末裔で、22代後の宗茂が長谷川氏を名乗ったという。
宗茂の曾孫が長谷川宗仁で、宗仁の子・守知は一時美濃長谷川藩を立てている。この系統は守知の息子のとき分割相続により旗本となったが、本家は無嗣断絶し分家が存続した。
下河辺氏流

藤巴紋

駿河国山西地域の有力者であった小川（現在の焼津市）の法永長者の末裔。
法永は居士名で俗名は長谷川正宣とされ、小鹿範満に追われた今川龍王丸（氏親）を匿ったことで知られるが、軍記物による記述が中心でその他の資料に乏しい。
法永が開基した林叟院の寺伝によると、法永は坂本（現在の焼津市）の地頭・加納義久の次男として生まれ、長谷川家の嫁婿となったとされる。
『寛政重修諸家譜』などによると、下河辺氏（小山氏の一族）の祖たる下河辺政義の子・小川政平の末裔である政平の子孫・正宣が大和国長谷川に住んだため、長谷川氏を名乗ったという。
一方、正宣の父とみられる長重にまで連なる清和源氏の系譜も『駿河記』巻之十六に掲載されている。
そちらの系譜では初代・長宗が大和国長谷川に住み、三代・貞富が土岐光信を攻めた功により藤巴紋を給ったとされる。
正宣の孫・長谷川正長の時、君主今川義元が桶狭間の戦いで討死したため没落、再度徳川家康に召抱えられるも三方ヶ原の戦いで討死した。
正長には正成・宣次・正吉の3子があり、正成系は1750石（のち分割相続により減り1450石）で江戸時代を存続した。
正成は徳川秀忠の娘の勝姫が松平忠直に嫁ぐ際に付属して福井藩へ派遣され、のち忠直が配流されその子の光長が越後高田に移された後も、続けて江戸の高田藩邸に住む勝姫に仕え、幕府より加増を受けている。
宣次系は400石で続いた。この家系からのちに火付盗賊改として著名な長谷川宣以（平蔵）が出ている。
正吉系は4070石（一時500石を加増されたが分割相続により減った）で幕末に至った。
また、同族とみられる長久も今川義元に仕え、その子長谷川長綱は家康に仕えた後に関東代官頭の一人となった他、長綱の兄弟である長盛、長次の家系は代官を務めるなど旗本として続いた。
他にも同族とみられる能長がおり、武田信玄に召し抱えられたとされているが、その子孫の詳細は不明である。